# 앱솔루트 듀오

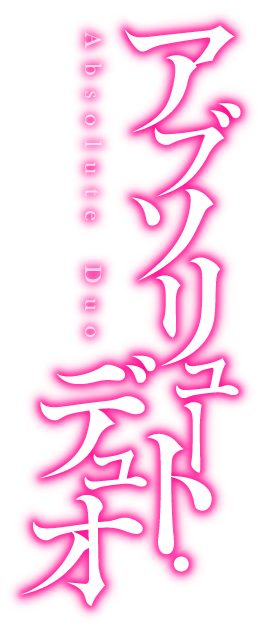

앱솔루트 듀오(일본어: アブソリュート・デュオ)는 히이라기보시 타쿠미가 쓰고 아사바 유우가 일러스트를 맡은 일본의 라이트 노벨이다. 미디어팩토리가 MF 문고 J 상표 하에서 2012년부터 발매하고 있다. 에이트 비트가 제작한 애니메이션은 2015년 1월 4일부터 방영 중이다.

## 등장인물

### 주요인물
코코노에 토오루(九重 透流)
성우 - 마츠오카 요시츠구
본작의 주인공. 가나가와현 후지사와시 출신이다. 어떤 목적을 이루기 위해서 코료 학원에 입학했다. 그 이유에는 여동생인 오토하가 관계되어 있다.
무기가 아닌 방패 블레이즈를 가지고 있는 이레귤러. 과거에 트라우마가 되는 어떤 사건을 겪었다.